# Carme Pinós
Carmen Pinós (Barcelona, 23 de Junho de 1954) é uma arquitecta espanhola.
Formada na Escola Técnica Superior de Arquitetura de Barcelona, em 1979, é a ganhadora do "Prix des femmes architectes" de 2017 na categoria "Melhor Arquiteta Estrangeira"